# Liste der Bundesstraßen in Serbien
Die Liste der Bundesstraßen in Serbien gibt eine Übersicht über Bundesstraßen in Serbien.
Die Liste bezieht sich auf die durchgeführte Neunummerierung dieser Straßen. Nach und nach wird die Beschilderung gewechselt; wann dieser Wechsel beendet sein wird, steht noch nicht fest.

## Klasse Ib
| Nr. / Bezeichnung | Von                                  | Bis                                    | Via                                                                           | Bemerkungen                                                                          |
| ----------------- | ------------------------------------ | -------------------------------------- | ----------------------------------------------------------------------------- | ------------------------------------------------------------------------------------ |
| M5                | Kraljevo                             | Makrešane                              | Kruševac – Trstenik – Vrnjci                                                  | E761                                                                                 |
| M10               | Belgrad                              | Vatin / Rumänien                       | Pančevo – Vršac                                                               | Paralleler Autobahnausbau in Planung                                                 |
| M11               | Kelebija / Ungarn                    | Subotica                               |                                                                               | Als Schnellstraße ausgebaut, bis Subotica-West                                       |
| M12               | Subotica                             | Nova Crnja / Rumänien                  | Sombor – Odžaci – Bačka Palanka – Novi Sad – Zrenjanin – Žitište              | bis Sombor                                                                           |
| M13               | Horgoš / Ungarn                      | Belgrad                                | Kanjiža – Novi Kneževac – Čoka – Kikinda – Zrenjanin – Čenta                  |                                                                                      |
| M14               | Pančevo                              | Ralja                                  | Kovin                                                                         |                                                                                      |
| M15               | Bački Breg / Ungarn                  | Nakovo / Rumänien                      | Bezdan – Sombor – Kula – Vrbas – Srbobran – Bečej – Novi Bečej – Kikinda      |                                                                                      |
| M16               | Bezdan / Kroatien                    | Bezdan                                 |                                                                               |                                                                                      |
| M17               | Bogojevo / Kroatien                  | Srpski Miletić                         |                                                                               |                                                                                      |
| M18               | Zrenjanin                            | Kaluđerovo / Rumänien                  | Sečanj – Plandište – Vršac – Straža – Bela Crkva                              |                                                                                      |
| M19               | Neštin                               | Kuzmin / Bosnien und Herzegowina       | Erdevik                                                                       |                                                                                      |
| M20               | Sremska Mitrovica                    | Badovinci / Bosnien und Herzegowina    | Bogatić                                                                       |                                                                                      |
| M21               | Novi Sad                             | Sjenica                                | Ruma – Šabac – Valjevo – Požega – Ivanjica                                    | Parallel als ausgebaut                                                               |
| M22               | Belgrad                              | Mehov Krš / Montenegro                 | Ljig – Gornji Milanovac – Preljina – Kraljevo – Raška – Novi Pazar – Ribariće |                                                                                      |
| M23               | Pojate                               | Gostun / Montenegro                    | Kruševac – Kraljevo – Preljina – Čačak – Požega – Užice – Prijepolje          | Paralleler Autobahnausbau bis Požega in Bau                                          |
| M24               | Batočina                             | Kraljevo                               | Kragujevac                                                                    | Zwischen Batočina und Kragujevac als ausgebaut                                       |
| M25               | Mali Požarevac                       | Kragujevac                             | Mladenovac – Topola                                                           |                                                                                      |
| M26               | Belgrad                              | Mali Zvornik / Bosnien und Herzegowina | Obrenovac – Šabac – Loznica                                                   |                                                                                      |
| M27               | Trbušnica / Bosnien und Herzegowina  | Svilajnac                              | Loznica – Valjevo – Lazarevac – Aranđelovac – Topola – Rača                   |                                                                                      |
| M28               | Mali Zvornik                         | Kotroman / Bosnien und Herzegowina     | Ljubovija – Užice                                                             |                                                                                      |
| M29               | Jabuka / Montenegro                  | Novi Pazar                             | Prijepolje – Nova Varoš – Sjenica                                             |                                                                                      |
| M30               | Ivanjica                             | Ušće                                   |                                                                               |                                                                                      |
| M31               | Raška                                | Grenzübergang Jarinje / Kosovo         | Kaznoviće – Rudnica (Raška) – 210                                             | Länge ca. 12 km                                                                      |
| M32               | Ribariće                             | Grenzübergang Brnjak / Kosovo          | Jezgroviće – Vitkoviće                                                        | nördlich des Gazivodasee, Länge ca. 12 km                                            |
| M33               | Požarevac                            | Mokranje / Bulgarien                   | Kučevo – Majdanpek – Negotin                                                  |                                                                                      |
| M34               | Požarevac                            | Porečki Most                           | Veliko Gradište – Donji Milanovac                                             |                                                                                      |
| M35               | Eisernes Tor / Gura Văii (Mehedinți) | Kosovo                                 | Kladovo – Negotin – Zaječar – Niš – Prokuplje                                 | bis Niš , ab Niš                                                                     |
| M36               | Paraćin                              | Vrška Čuka / Bulgarien                 | Boljevac – Zaječar                                                            | E761                                                                                 |
| M37               | Selište                              | Zaječar                                | Bor                                                                           |                                                                                      |
| M38               | Kruševac                             | Beloljin                               | Blace                                                                         |                                                                                      |
| M39               | Pirot                                | Kosovo                                 | Babušnica – Vlasotince – Leskovac                                             |                                                                                      |
| M40               | Vladičin Han                         | Strezimirovci / Bulgarien              | Surdulica                                                                     |                                                                                      |
| M41               | Bujanovac                            | Kosovo                                 |                                                                               |                                                                                      |
| M42               | Preševo                              | Kosovo                                 |                                                                               |                                                                                      |
| 43                | Niška Banja                          | Gradina / Bulgarien                    | Bela Palanka – Pirot – Dimitrovgrad                                           | Parallel verlaufende in Bau, nach Fertigstellung wird diese Straße zur runtergestuft |
| M44               | Mala Kopašnica                       | Levosoje                               | Vladičin Han – Vranje – Bujanovac                                             | Parallel verlaufende in Bau, nach Fertigstellung wird diese Straße zur runtergestuft |
| M45               | Dolac                                | Kosovo                                 |                                                                               |                                                                                      |

## Klasse IIa
| Nr.       | Von                          | Bis                              | Via                                                                                                   | Bemerkungen         |
| --------- | ---------------------------- | -------------------------------- | --- | ------------------- |
| 100       | Horgoš                       | Belgrad                          | Subotica – Bačka Topola – Srbobran – Novi Sad – Inđija – Stara Pazova                                 | Parallel verlaufend |
| 101       | Ásotthalom / Bački Vinogradi | Bački Vinogradi 100              | |                     |
| 102       | Kanjiža                      | Temerin                          | Senta – Ada – Bečej                                                                                   |                     |
| 103       | Đala / Ungarn                | Novi Kneževac                    | |                     |
| 104       | Novi Kneževac                | Međa / Rumänien                  | Banatsko Aranđelovo – Mokrin – Kikinda – Vojvoda Stepa – Srpski Itebej                                |                     |
| 105       | Bajmok / Ungarn              | Vrbica / Rumänien                | Bajmok – Bačka Topola – Senta – Čoka – Mokrin                                                         |                     |
| 106       | Kljajićevo                   | Bački Sokolac                    | |                     |
| 107       | Sombor                       | Bogojevo                         | Apatin                                                                                                |                     |
| 108       | Bačka Topola                 | Bačka Palanka / Kroatien         | Kula – Despotovo – Silbaš                                                                             |                     |
| 109       | Bačka Topola                 | Bečej                            | |                     |
| 110       | Kula                         | Odžaci                           | |                     |
| 111       | Odžaci                       | Novi Sad                         | Ratkovo – Silbaš – Bački Petrovac – Rumenka                                                           |                     |
| 112       | Bačko Novo Selo              | Žabalj                           | Bač – Ratkovo – Despotovac – Sirig – Temerin                                                          |                     |
| 113       | Feketić                      | Rumenka                          | Vrbas – Zmajevo                                                                                       |                     |
| 114       | Bačko Gradište               | Šajkaš                           | Čurug – Žabalj                                                                                        |                     |
| 115       | Srbobran                     | Čurug                            | Nadalj                                                                                                |                     |
| 116       | Novi Bečej                   | Melenci                          | |                     |
| 117       | Feketić                      | banatsko Karađorđevo             | Bašaid                                                                                                |                     |
| 118       | Žitište                      | Srpski Itebej                    | Torak                                                                                                 |                     |
| 119       | Ilok/Neštin                  | Sremska Kamenica                 | Susek – 125 Banoštor – Čerević – Beočin – Rakovac – Ledinci                                           |                     |
| 120       | Šid / Kroatien               | Obrenovac                        | Kuzmin – Sremska Mitrovica – Ruma – Pećinci – Bečmen                                                  |                     |
| 121       | Sot / Kroatien               | Jamena / Bosnien und Herzegowina | Šid – Adaševci                                                                                        |                     |
| 122       | Ljuba / Kroatien             | Erdevik                          | |                     |
| 123       | Sviloš                       | Sremska Mitrovac                 | |                     |
| 124       | Sremska Mitrovica            | Šabac                            | Drenovac                                                                                              |                     |
| 125       | A1                           | Maradik 100                      | | Autobahnzubringer   |
| 126       | Ruma                         | Stari Slankamen                  | Putnici – Inđija                                                                                      |                     |
| 127       | Putnici                      | Stari Banovci                    | Stara Pazova                                                                                          |                     |
| 128       | Golubinci                    | Pećinci                          | |                     |
| 129       | Kać                          | Jaša Tomić / Foeni               | Šajkaš – Titel – Perlez – Sečanj                                                                      |                     |
| 130       | Ečka                         | Pančevo                          | Kovačica – Jabuka                                                                                     |                     |
| 131       | Čenta                        | Jabuka                           | Opovo                                                                                                 |                     |
| 132       | Plandište                    | Alibunar                         | |                     |
| 133       | Uljma                        | Straža                           | |                     |
| 134       | Kovin                        | Bela Crkva                       | Vračev Gaj                                                                                            |                     |
| 135       | Badovinci                    | Prnjavor                         | |                     |
| 136       | Majur                        | Petlovača                        | Bogatić                                                                                               |                     |
| 137       | Šabac                        | Gračanica                        | Volujac – Zavlaka – Krupanj                                                                           |                     |
| 138       | Lipnički Šor                 | Tekeriš                          | |                     |
| 139       | Krst                         | Radalj                           | Korenite – Krupanj – Radaljska Banja                                                                  |                     |
| 140       | Zvezd                        | Lojanice                         | Vladimirci                                                                                            |                     |
| 141       | Debrc                        | Ljubovija                        | Ub – Šabačka Kamenica – Osečina                                                                       |                     |
| 142       | Draginje                     | Valjevska Kamenica               | Šabačka Kamenica                                                                                      |                     |
| 143       | Pričević                     | Pecka                            | |                     |
| 144       | Obrenovac                    | Slovac                           | Stubline – Ub                                                                                         |                     |
| 145       | Stubline                     | Lajkovac                         | Brgule                                                                                                |                     |
| 146       | Ub                           | Brgule                           | |                     |
| 147       | Lipovačka šuma               | Kučevo                           | Mladenovac – Smedervska Palanka – Velika Plana – Petrovac na Mlavi                                    |                     |
| 148       | Barič                        | Dučina                           | Stepojevac – Veliki Crljevi – Junkovac                                                                |                     |
| 149       | Beli Potok                   | Vlaško Polje                     | Ralja – Đurinci                                                                                       |                     |
| 150       | Đurinci                      | Divci                            | Sopot – Aranđelovac – Ljig                                                                            |                     |
| 151       | M25                          | Aranđelovac                      | Markovac                                                                                              |                     |
| 152       |                              |                                  | |                     |
| 153       |                              |                                  | |                     |
| 154       |                              |                                  | |                     |
| 155       |                              |                                  | |                     |
| 156       |                              |                                  | |                     |
| 157       |                              |                                  | |                     |
| 158       |                              |                                  | |                     |
| 159       |                              |                                  | |                     |
| 160       |                              |                                  | |                     |
| 161       |                              |                                  | |                     |
| 162       |                              |                                  | |                     |
| 163       |                              |                                  | |                     |
| 164       |                              |                                  | |                     |
| 165       |                              |                                  | |                     |
| 166       |                              |                                  | |                     |
| 167       |                              |                                  | |                     |
| 168       |                              |                                  | |                     |
| 169       | Zaječar                      | bei Mokranje                     | Veliki Izvor – Halovo – Mali Jasenovac – Šipikovo – Rajac – Rogljevo – Veljkovo                       |                     |
| 170 – 209 | Liste zu ergänzen            |                                  | |                     |
| 210       |                              |                                  | |                     |
| 211       |                              |                                  | |                     |
| 212       |                              |                                  | |                     |
| 213       |                              |                                  | |                     |
| 214       |                              |                                  | |                     |
| 215       |                              |                                  | |                     |
| 216       |                              |                                  | |                     |
| 217       |                              |                                  | |                     |
| 218       | Boljevac 219                 | Gornja Toponica 158              | Ilino – 421 – Nicolinac – Sokobanja 217 – Jezero – 222 – Paligrace – Vele Polje – Paljina – Bercinac  |                     |
| 219       | Boljevac 218                 | Knjaževac 217                    | Boljevac Selo – Dobrujevac – Dobro Polje – Bučje 169 – Donja Sokolovica – Lepena – Valevac – Kalicina |                     |
| 220 –     | Liste zu ergänzen            |                                  | |                     |

## Klasse IIb
| Nr. / Bezeichnung | Von                            | Bis | Via | Bemerkungen |
| ----------------- | ------------------------------ | --- | --- | ----------- |
| 300 – 473         | ---Liste wird weitergeführt--- |     |     |             |